# العلاقات اليمنية الدومينيكانية
العلاقات اليمنية الدومينيكانية هي العلاقات الثنائية التي تجمع بين اليمن وجمهورية الدومينيكان.

## مقارنة بين البلدين
هذه مقارنة عامة ومرجعية للدولتين:
| وجه المقارنة                                              | اليمن         | جمهورية الدومينيكان |
| --------------------------------------------------------- | ------------- | ------------------- |
| المساحة (كم2)                                             | 555.00 ألف    | 48.67 ألف           |
| عدد السكان (نسمة)                                         | 28.25 مليون   | 10.40 مليون         |
| الكثافة السكانية (ن./كم²)                                 | 50.9          | 213.68              |
| العاصمة                                                   | صنعاء، عدن    | سانتو دومينغو       |
| اللغة الرسمية                                             | اللغة العربية | اللغة الإسبانية     |
| العملة                                                    | ريال يمني     | بيزو دومنيكاني      |
| الناتج المحلي الإجمالي (بليون دولار)                      | 18.21 مليار   | 75.93 مليار         |
| الناتج المحلي الإجمالي (تعادل القوة الشرائية) بليون دولار | 75.69 مليار   | 149.89 مليار        |
| الناتج المحلي الإجمالي الاسمي للفرد دولار أمريكي          | 1.41 ألف      | 6.47 ألف            |
| الناتج المحلي الإجمالي للفرد دولار أمريكي                 |               | 13.26 ألف           |
| مؤشر التنمية البشرية                                      | 0.498         | 0.715               |
| رمز المكالمات الدولي                                      | +967          | +1809، +1829، +1849 |
| رمز الإنترنت                                              | يمن           | .do                 |
| المنطقة الزمنية                                           | ت ع م+03:00   | 00                  |

## منظمات دولية مشتركة
يشترك البلدان في عضوية مجموعة من المنظمات الدولية، منها:
| علم المنظمة | اسم المنظمة                        | تاريخ انضمام اليمن | تاريخ انضمام جمهورية الدومينيكان |
| ----------- | ---------------------------------- | ------------------ | -------------------------------- |
|             | مؤسسة التنمية الدولية              | 22 مايو 1970       | 16 نوفمبر 1962                   |
|             | الأمم المتحدة                      | 30 سبتمبر 1947     | 24 أكتوبر 1945                   |
|             | منظمة الشرطة الجنائية الدولية      | ?                  | ?                                |
|             | البنك الدولي للإنشاء والتعمير      | 3 أكتوبر 1969      | 18 سبتمبر 1961                   |
|             | الاتحاد البريدي العالمي            | ?                  | ?                                |
|             | منظمة حظر الأسلحة الكيميائية       | ?                  | ?                                |
|             | مؤسسة التمويل الدولية              | 22 مايو 1970       | 31 أكتوبر 1961                   |
|             | وكالة ضمان الاستثمار متعدد الأطراف | 12 مارس 1996       | 7 مارس 1997                      |
|             | يونسكو                             | 2 أبريل 1962       | 4 نوفمبر 1946                    |